# SMURF1
SMURF1 ist eine Ubiquitin-Protein-Ligase, die SMAD-Proteine mit dem Protein Ubiquitin versieht.